# Sahehwamish
Sahehwamish /značenje je nepoznato, evidentno nastalo prema lokalitetu,/ pleme američkih Indijanaca porodice Salishan nastanjeno na području Puget Sounda u zapadnom Washingtonu. Sahehwamishi se sastoje od šest lokalnih skupina od kojih su Sahehwamish u pravom smislu dali cijeloj grupi ime, ostali su: Elo'sedabsh, s Medicine Creeka i donje Nisqually; Skwaysithlhabsh, na Mud Bayu ili Eld Inletu; Statca'sabsh, na Budd Inletu s glavnim naseljem u Tumwateru; Tapi'ksdabsh, na Totten Inletu; i Tutse'tcakl, na South Bayu ili Henderson Inletu. Populacija Sahehwamisha iznosila je 1,200 (1780.); 780 (1907.). U novije vrijeme (2000.) ima ih oko 2.000.
Sahe'wabsh ili Sahehwamish vlastitima plemenski se teritorij nalazi kod današnjeg grada Sheltona, na Shelton Inletu. Govore dijalektom jezika lushootseed.

## Vanjske poveznice
- Sahehwamish  Arhivirana inačica izvorne stranice od 9. svibnja 2008. (Wayback Machine)